# Veyrières (Cantal)
Pour l’article homonyme, voir Veyrières (Corrèze).
Pour l’article ayant un titre homophone, voir Verrières.
Veyrières est une commune française, située dans le département du Cantal en région Auvergne-Rhône-Alpes.

## Géographie
Veyrières est située sur le plateau du Champagnaguès (comprenant également la commune de Saint-Pierre et une partie de la commune de Champagnac), à l'est du confluent de la Dordogne et de la Sumène.
La commune est délimitée à l'ouest par la Dordogne (retenue du barrage de l'Aigle), à l'ouest et au sud par la Sumène. Elle est bornée à l'est par la commune de Bassignac et au nord par la commune de Champagnac et le ruisseau de Chenuscles.
Elle est en outre arrosée par plusieurs ruisseaux, les principaux étant le ruisseau de l’Étang et celui de Laveix, également nommé ruisseau de l'Enfer dans sa partie haute.
Deux puys se trouvent dans la zone sud de la commune : le Puy du Mas (677 m, point culminant) et le Pied des Roches (656 m).

### Liste des lieux-dits
- Freyssinet,
- Furlanges,
- la Croix des Champs,
- Laveix,
- l'Étang,
- le Bruel,
- le Mas,
- les Barrières,
- les Rochus,
- Seyviolle,
- Tiolade.

### Climat
Pour des articles plus généraux, voir Climat d'Auvergne-Rhône-Alpes et Climat du Cantal.
En 2010, le climat de la commune est de type climat océanique altéré, selon une étude du CNRS s'appuyant sur une série de données couvrant la période 1971-2000. En 2020, Météo-France publie une typologie des climats de la France métropolitaine dans laquelle la commune est exposée à un climat de montagne ou de marges de montagne et est dans la région climatique  Ouest et nord-ouest du Massif Central, caractérisée par une pluviométrie annuelle de 900 à 1 500 mm, maximale en automne et en hiver. 
Pour la période 1971-2000, la température annuelle moyenne est de 9,9 °C, avec une amplitude thermique annuelle de 15,3 °C. Le cumul annuel moyen de précipitations est de 1 256 mm, avec 14 jours de précipitations en janvier et 8,1 jours en juillet. Pour la période 1991-2020, la température moyenne annuelle observée sur la station météorologique de Météo-France la plus proche, sur la commune de Saignes à 8 km à vol d'oiseau, est de 11,3 °C et le cumul annuel moyen de précipitations est de 987,0 mm,. Pour l'avenir, les paramètres climatiques de la commune estimés pour 2050 selon différents scénarios d'émission de gaz à effet de serre sont consultables sur un site dédié publié par Météo-France en novembre 2022.

## Urbanisme

### Typologie
Au 1er janvier 2024, Veyrières est catégorisée commune rurale à habitat très dispersé, selon la nouvelle grille communale de densité à 7 niveaux définie par l'Insee en 2022.
Elle est située hors unité urbaine et hors attraction des villes,.

### Occupation des sols
L'occupation des sols de la commune, telle qu'elle ressort de la base de données européenne d’occupation biophysique des sols Corine Land Cover (CLC), est marquée par l'importance des territoires agricoles (48,4 % en 2018), une proportion identique à celle de 1990 (48,4 %). La répartition détaillée en 2018 est la suivante : 
forêts (45,8 %), prairies (41,9 %), zones agricoles hétérogènes (6,5 %), eaux continentales (3,7 %), milieux à végétation arbustive et/ou herbacée (2,2 %). L'évolution de l’occupation des sols de la commune et de ses infrastructures peut être observée sur les différentes représentations cartographiques du territoire : la carte de Cassini (XVIIIe siècle), la carte d'état-major (1820-1866) et les cartes ou photos aériennes de l'IGN pour la période actuelle (1950 à aujourd'hui).

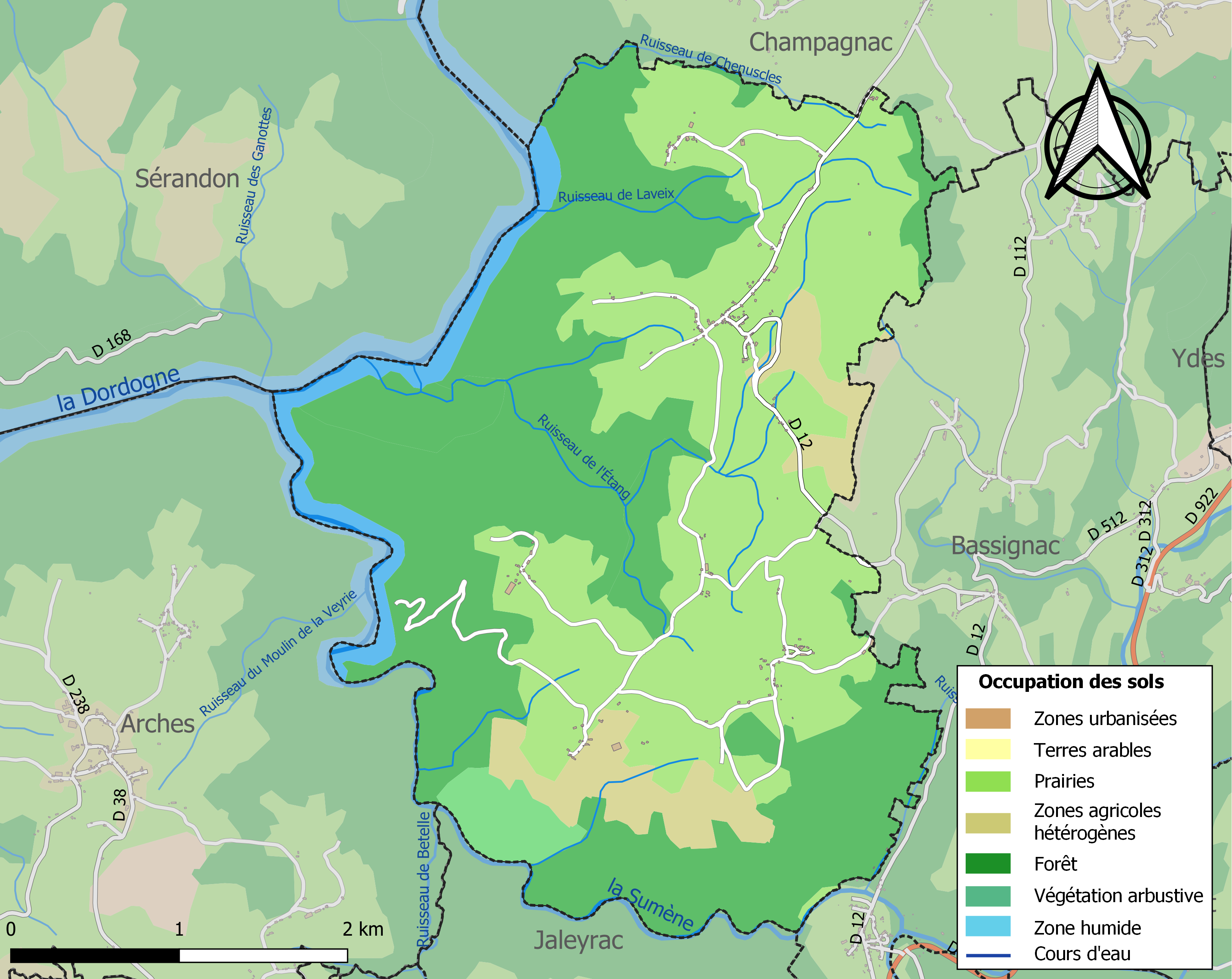
Carte des infrastructures et de l'occupation des sols de la commune en 2018 (CLC).

### Habitat et logement
En 2018, le nombre total de logements dans la commune était de 100, alors qu'il était de 103 en 2013 et de 94 en 2008.
Parmi ces logements, 58,4 % étaient des résidences principales, 28,7 % des résidences secondaires et 12,9 % des logements vacants. Ces logements étaient pour 95,1 % d'entre eux des maisons individuelles et pour 3,9 % des appartements.
Le tableau ci-dessous présente la typologie des logements à Veyrières en 2018 en comparaison avec celle du Cantal et de la France entière. Une caractéristique marquante du parc de logements est ainsi une proportion de résidences secondaires et logements occasionnels (28,7 %) supérieure à celle du département (20,4 %) et à celle de la France entière (9,7 %). Concernant le statut d'occupation de ces logements, 81,7 % des habitants de la commune sont propriétaires de leur logement (78,9 % en 2013), contre 70,4 % pour le Cantal et 57,5 pour la France entière.
| Typologie                                               | Veyrières | Cantal | France entière |
| ------------------------------------------------------- | --------- | ------ | -------------- |
| Résidences principales (en %)                           | 58,4      | 67,7   | 82,1           |
| Résidences secondaires et logements occasionnels (en %) | 28,7      | 20,4   | 9,7            |
| Logements vacants (en %)                                | 12,9      | 11,9   | 8,2            |

## Toponymie
Notée Veyrièra en 1142, Veyrières, comme la douzaine de communes "Verrières", vient sans doute du bas latin vitraria, "verrerie" ou "verrière", dérivé de vitrum, "verre".

## Histoire
La commune de Veyrières comprenait autrefois la paroisse de Prodelles, qui en a été détachée en 1823 pour être réunie à la commune de Champagnac.
Avant la mise en eau du barrage de l'Aigle, on pouvait voir de « vastes ruines enfoncées dans les profondes gorges au bas desquelles coule la Dordogne ». Il s'agissait de celles d'un monastère de religieuses « dont l'importance fut grande et dont les privilèges étaient considérables ». Ce monastère fut détruit lors des guerres de Religion, et ses habitantes se retirèrent à l'abbaye de Bonne-Saignes. Au-dessous des ruines se trouvait un pont, sur un point où la Dordogne est particulièrement resserré : le Pont-des-Monges. La zone environnant ces lieux est désignée aujourd'hui sous le vocable de « la Chapelle ». En 1981, lorsque le barrage de l'Aigle fut entièrement vidé, les ruines ont été étudiées par le « groupe de recherches historiques et archéologiques de la vallée de la Sumène ».
D'autres vestiges, remontant à l'époque gallo-romaine, ont été découverts sur la commune.

## Politique et administration
Liste des maires successifs :
| Période                                  | Période   | Identité                 | Étiquette | Qualité                                              |
| ---------------------------------------- | --------- | ------------------------ | --------- | ---------------------------------------------------- |
| Les données manquantes sont à compléter. |           |                          |           |                                                      |
| 1790                                     | 1800      | Chinchon                 |           |                                                      |
| 1800                                     | 1809      | Pierre Degrenon          |           |                                                      |
| 1809                                     | 1811      | Jacques Antoine Danglars |           |                                                      |
| 1811                                     | 1813      | François Degrenon        |           |                                                      |
| 1813                                     | 1841      | Aimable de Soualhat      |           |                                                      |
| 1841                                     | 1844      | Léon de Padirac          |           |                                                      |
| 1844                                     | 1845      | Jean Pasquier            |           | adjoint, remplace le maire démissionnaire            |
| 1845                                     | 1848      | Charles de Soualhat      |           |                                                      |
| 1848                                     | 1863      | Antoine Trotier          |           |                                                      |
| 1863                                     | 1876      | Pierre Delbast           |           | adjoint, remplace le maire décédé, élu maire en 1866 |
| 1876                                     | 1878      | François Renaudy         |           |                                                      |
| 1878                                     | 1881      | Albert de Soualhat       |           |                                                      |
| 1881                                     | 1892      | Joachim Croizet          |           |                                                      |
| 1892                                     | 1893      | Paul de Soualhat         |           |                                                      |
| 1893                                     | 1900      | Pierre Brun              |           |                                                      |
| 1900                                     | 1904      | Camille Albessard        |           |                                                      |
| 1904                                     | 1908      | Léger Boyer              |           |                                                      |
| 1908                                     | 1912      | Pierre Brun              |           |                                                      |
| 1912                                     | 1919      | Louis Talon              |           |                                                      |
| 1919                                     | 1941      | Louis Babut              |           | démissionnaire                                       |
| 1941                                     | 1945      | Paul Fialeix             |           |                                                      |
| 1945                                     | 1959      | Némorin Chanut           |           |                                                      |
| 1959                                     | 1989      | Roger Chanut             |           |                                                      |
| 1989                                     | mars 2008 | Robert Salvary           |           |                                                      |
| mars 2008                                | En cours  | Catherine Maisonneuve    | DVD       | Agricultrice                                         |

## Démographie
L'évolution du nombre d'habitants est connue à travers les recensements de la population effectués dans la commune depuis 1793. Pour les communes de moins de 10 000 habitants, une enquête de recensement portant sur toute la population est réalisée tous les cinq ans, les populations de référence des années intermédiaires étant quant à elles estimées par interpolation ou extrapolation. Pour la commune, le premier recensement exhaustif entrant dans le cadre du nouveau dispositif a été réalisé en 2004.

En 2022, la commune comptait 120 habitants, en évolution de +10,09 % par rapport à 2016 (Cantal : −1,08 %, France hors Mayotte : +2,11 %).
| 1793 | 1800 | 1806 | 1821 | 1831 | 1836 | 1841 | 1846 | 1851 |
| ---- | ---- | ---- | ---- | ---- | ---- | ---- | ---- | ---- |
| 631  | 692  | 760  | 727  | 548  | 569  | 550  | 583  | 628  |

| 1856 | 1861 | 1866 | 1872 | 1876 | 1881 | 1886 | 1891 | 1896 |
| ---- | ---- | ---- | ---- | ---- | ---- | ---- | ---- | ---- |
| 565  | 514  | 501  | 470  | 460  | 467  | 437  | 463  | 455  |

| 1901 | 1906 | 1911 | 1921 | 1926 | 1931 | 1936 | 1946 | 1954 |
| ---- | ---- | ---- | ---- | ---- | ---- | ---- | ---- | ---- |
| 403  | 340  | 341  | 326  | 344  | 308  | 294  | 202  | 252  |

| 1962 | 1968 | 1975 | 1982 | 1990 | 1999 | 2004 | 2006 | 2009 |
| ---- | ---- | ---- | ---- | ---- | ---- | ---- | ---- | ---- |
| 231  | 228  | 200  | 147  | 136  | 116  | 121  | 117  | 126  |

| 2014 | 2019 | 2022 | - | - | - | - | - | - |
| ---- | ---- | ---- | - | - | - | - | - | - |
| 116  | 119  | 120  | - | - | - | - | - | - |

## Lieux et monuments
Sur la place du bourg se trouve l'église Sainte-Croix datant du XIIe siècle. C'est une église romane à clocher-mur ou clocher à peigne, avec une forme de façade originale. Elle bénéficie d'un système d'éclairage la nuit.
La zone ouest de la commune est sise sur les gorges de la Dordogne et possède plusieurs panoramas intéressants.
Au sommet du puy du Mas se trouve une table d'orientation offrant de très beaux points de vue sur les monts du Cantal dont le puy Mary au Sud, la chaîne du Sancy au Nord-Est, les gorges de la Dordogne à l'Ouest.

## Héraldique
| Blason de Veyrières | Blason  | Coupé ondé: au 1) parti au 1a) de gueules au clocher du lieu d'or, ouvert de sable, ajouré de deux pièces du champ, chacune équipée d'une cloche d'argent, au 1b) d'argent à un chêne coupé au naturel englanté d'or, au 2) d'azur à un pont isolé d'or maçonné de sable . |
| Blason de Veyrières | Détails | Création J-F Binon. Adopté 18 juillet 2022 |